# Chris Raab
Chris Raab, ofte benævnt som Raab Himself (født 21. maj 1980 i Willow Grove, Pennsylvania), er et aktivt medlem af Viva la Bam og medvirkede flere gange i MTV's Jackass såvel som i flere CKY videoer. Han er også barndomsven med den anden jackass stjerne Bam Margera.

## Filmografi
- CKY: Landspeed (1999)
- CKY2K (2000)
- CKY Documentary (2001)
- CKY 3 (2001)
- Jackass: The Movie (2002)
- CKY 4: Latest & Greatest (2002)
- Haggard: The Movie (2003)
- Viva la Bam (Fernsehserie) (2003)